# Chris van Paassen
Christiaan (Chris) van Paassen (Zetten, 30 april 1917 - 27 maart 1996) was een Nederlands sociaal geograaf en hoogleraar sociale geografie aan de Universiteit van Amsterdam. Hij is vooral bekend van zijn artikel uit 1962 over "Geografische structurering en oecologisch complex", waarin hij het idee van het oecologisch complex presenteerde. Hij is ook wel de nestor van de Nederlandse theoretische geografie genoemd.

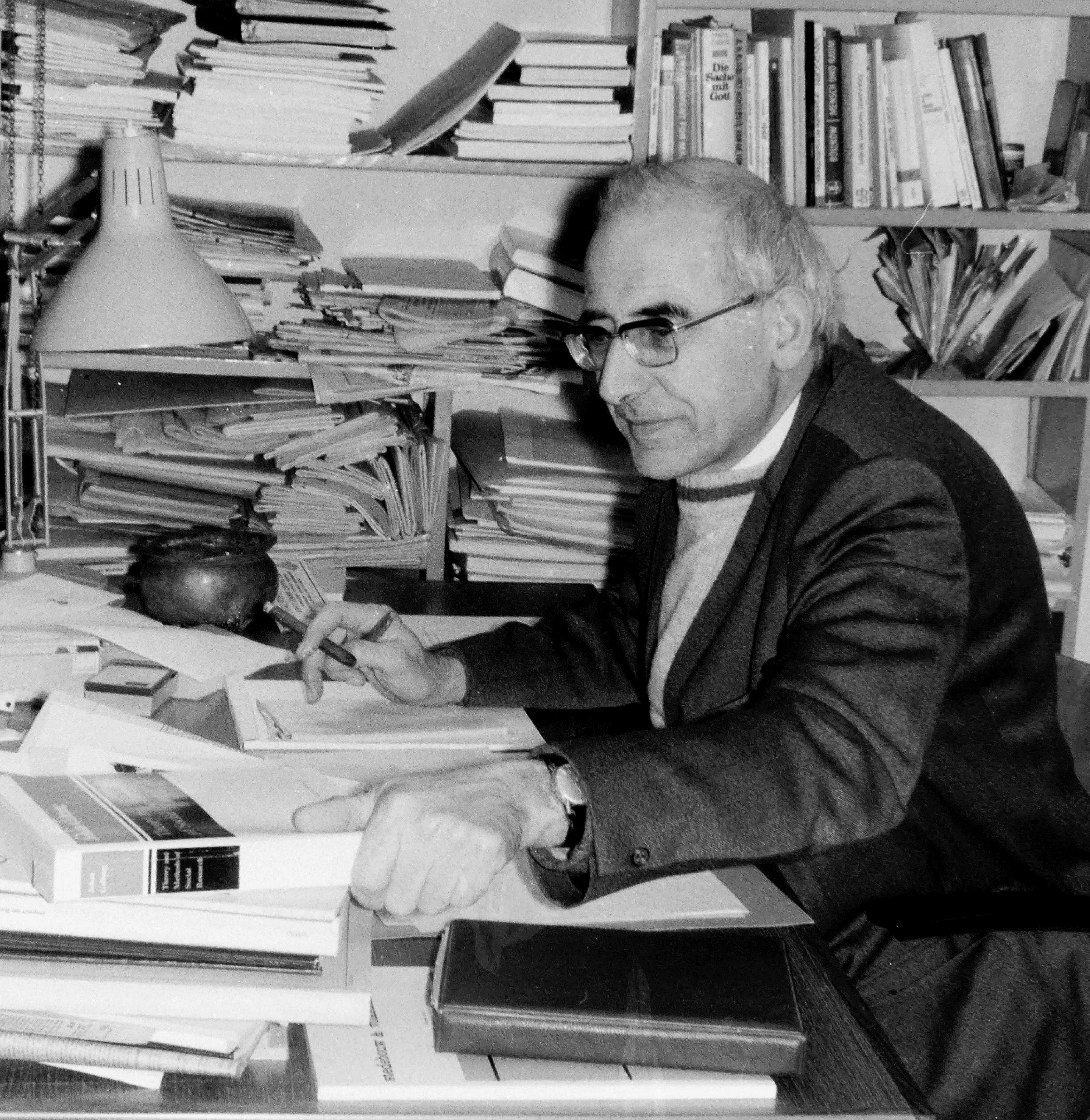
Chris van Paassen

## Levensloop
Paassen werd in 1917 geboren in Zetten, zijn vader was leraar Grieks en Latijn en werd later rector van het Barlaeus Gymnasium in Amsterdam. Van Paassen groeide op in Zeist en studeerde vanaf 1937 sociale geografie aan de Rijksuniversiteit van Utrecht bij Louis van Vuuren. Tijdens deze periode was hij betrokken bij de Vereniging van Utrechtse Geografie Studenten. Van 1938 tot 1940 was hij bestuur van de V.U.G.S.. In juli 1941 studeerde hij af en begon zijn werkzame leven als onderzoeker in de provincie Zeeland waar hij zich onder meer bezighield met de opstelling van het streekplan Walcheren. In 1944 huwde hij Johanna van Rossem. In 1947 vertrok hij naar het Geografisch Instituut van de Rijksuniversiteit Utrecht om samen met Anna de Waal leiding te geven aan dit instituut na het vertrek van Jan O.M. Broek in de periode 1948-1949.
Tot 1958 werkte hij in Utrecht als wetenschappelijk hoofdambtenaar. Hij promoveerde in 1957 op ‘The classical tradition of geography’. In 1958 volgde de benoeming tot lector in de sociale geografie van de westerse landen buiten Europa en in de planologie. Dit lectoraat werd in 1965 omgezet in een ordinariaat met dezelfde taak. Spanningen binnen het Geografisch Instituut over de taakverdeling tussen de hoogleraren leiden ertoe dat er een afzonderlijk instituut voor stads- en regionale planning in het leven werd geroepen. Van Paassen werd er hoogleraar planologie. Hij bleef evenwel in hart en nieren geograaf en toen de Universiteit van Amsterdam hem in 1972 benaderde om H.D. de Vries Reilingh op te volgen, aarzelde hij niet en vertrok uit Utrecht om hoogleraar sociale geografie te worden in Amsterdam. Hij werkte er tot zijn emeritaat in 1982.
In 1996 overleed Chris van Paassen op 78-jarige leeftijd.

## Werk
Kenmerkend voor Van Paassen was zijn brede belangstelling. Hij beheerste een groot aantal terreinen binnen de geesteswetenschappen en was wars van disciplinaire grenzen.

### Positionering van sociale geografie
In al zijn studies stond de historische dimensie en de belangstelling voor cultuur centraal. Dat bleek al in 1951 in zijn pogingen het wetenschapsgebied sociale geografie een plaats te geven. Sterk beïnvloed door de wetenschapstheoretische beschouwingen van de Duitse filosoof Theodor Litt (1880-1962) beargumenteerde Van Paassen dat de geografie thuishoort in de cultuurwetenschappen als een van de twee ‘historische’ wetenschappen (geschiedenis en geografie). Immers naast het historisch bewustzijn staat het bewustzijn van de samenleving als geheel waarin de mens is geplaatst. De geograaf moest dit oecumenisch geheel zien vanuit het woongebied van de mens: ‘In het wonen en zich thuis gevoelen behoort de mens toe aan een geografisch, kwalitatief geheel’. Mensen zijn dus gebonden (zowel fysiek, emotioneel en cultureel) aan plaatsen en gebieden.

### Studie van Haarlemmermeer
In zijn met Piet Kouwe en Gerrit Wissink in 1955 gepubliceerde studie over de Haarlemmermeer werd bijzondere aandacht geschonken aan de processen die leiden tot de vorming van verschillende woonmilieus. Men introduceerde het begrip woonschap, een gebied (buurt, dorp of stad) waar verschillende bevolkingsgroepen samenleven. De aandacht ging uit vooral uit naar processen van ruimtelijke integratie en differentiatie. In latere studies stonden deze begrippen centraal, met name bij de formulering van het invloedrijke oecologisch complex.

### Oecologisch complex
In zijn befaamde en meest bekend geworden artikel uit 1962 over ‘Geografische structurering en oecologisch complex’ worden zijn opvattingen van een theoretisch fundament voorzien. In dit artikel was de wonende mens het vertrekpunt. Van Paassen gaf in dit artikel het conceptuele gereedschap om in het ingewikkelde geheel van samenwonende huishoudens, hun voorzieningen en hun activiteiten structuur aan te brengen. Later hebben andere Nederlandse geografen hierop voortgebouwd. Zo ontwikkelde Gerard Hoekveld de veel gebruikte bollenkubus.

### Tijdgeografie
In de jaren zestig van de 20e eeuw had Van Paassen veel contact met de Zweedse geograaf Torsten Hägerstrand. Hij raakte overtuigd van de geografische betekenis van de lichamelijkheid van de mens. De stoffelijkheid van de mens leidt tot een onvermijdbare afhankelijkheid van het omringende milieu. Hägerstrand had dit uitgangspunt zichtbaar gemaakt in zijn tijdgeografie. De menselijke activiteiten voltrekken zich in de ruimte via zogenaamde tijd-ruimtepaden en lichamelijkheid voert onvermijdelijk tot beperkingen in mobiliteit en bereik

### Invloed
Ondanks de grote rijkdom aan ideeën is de invloed van Van Paassen in de Nederlandse geografie beperkt gebleven. Qua woordgebruik en abstractie waren zijn gedachten niet eenvoudig te doorgronden. Bovendien was zijn wetenschapstheoretische opvatting, sterk geïnspireerd door de fenomenologie en het existentialisme afwijkend van de opvattingen van de meeste Nederlandse geografen. In zijn ideeën over lichamelijkheid en ruimte was hij zijn tijd vooruit. De meeste sporen heeft hij achtergelaten in de stadsgeografie, waar de concepten uit het artikel over ‘Geografische structurering en oecologisch complex’ wel weerklank vonden. Geografen kregen bij hun empirisch onderzoek in stedelijke gebieden op deze manier een bruikbaar conceptueel kader aangereikt.

### Privé
Hij was de vader van de pianist en componist Marius van Paassen.

## Publicaties
Van Paassen publiceerde enige boekwerken en vele artikelen, een selectie:
- 1951. Streekplan Walcheren, Sociaal-economisch vooronderzoek. Assen, 1951
- 1955. De Haarlemmermeer: plattelandsproblemen in de Randstad Holland. Met P.J.W. Kouwe en G.A. Wissink. Van Gorcum, Assen, 1955.
- 1957. The classical tradition of geography. Ph.D. thesis, Rijksuniversiteit Utrecht, Wolters, Groningen/Djakarta, 1957
- 1965. Over vormverandering in de sociale geografie, Inaugurele rede, Rijksuniversiteit Utrecht,

Artikelen
- 1951. "De functie van de sociale geografie als “historische” cultuurwetenschap". In: Geografencontact, I (2) p. 2-6, I (3) p. 1-7, I (4), p. 1-5, 1951/52
- 1959. "Carl Ritter anno 1959". In: Tijdschrift Koninklijk Nederlands Aardrijkskundig Genootschap, 1959, Vol. 76, 4, p. 327-51
- 1962. "Geografische structurering en oecologisch complex, een bijdrage tot sociaal-geografische theorievorming". In: Tijdschrift Koninklijk Nederlands Aardrijkskundig Genootschap, 1962, 4, Vol. 79,
- 1976. "Human geography in terms of existential anthropology". In: Tijdschrift Economische en Sociale Geografie, 1976, Vol. 67, 6, p. 324-41
- 1996. "Sociography, before and after?". in: V. Berdoulay and H. van Ginkel (eds.), Geography and Professional Practice. Nederlandse Geografische Studies, 206, Koninklijk Nederlands Aardrijkskundig Genootschap, 1996